# Cyphonisia nesiotes
Cyphonisia nesiotes là một loài nhện trong họ Barychelidae. Loài này phân bố ờ São Tomé và Príncipe.